# مهاجرت به ایالات متحده آمریکا

نقشهٔ تبار جمعیت آمریکا بر اساس سرشماری ۲۰۰۰

مهاجرت به ایالات متحده یک پدیدهٔ پیچیدهٔ جمعیت‌شناسانه است که منشأ مهمی برای رشد جمعیت و تغییر فرهنگی در سرتاسر تاریخ ایالات متحدهٔ آمریکا بوده‌است. جنبه‌های اقتصادی، اجتماعی و سیاسی مهاجرت، مجادلاتی در خصوص قومیت، مزایای اقتصادی، مشاغل غیرمهاجران، الگوهای سکونتی، اثر بر تحرک اجتماعی به سوی بالا، جرم، و رفتار انتخاباتی بوده‌است. ایالات متحده، بر اساس سرانهٔ کمتر از نیمی از کشورهای سازمان همکاری اقتصادی و توسعه به مهاجرین اجازهٔ ورود می‌دهد. پیش از ۱۹۶۵، سیاست‌هایی نظیر فرمول منشأهای ملی فرصت‌های مهاجرت و اعطای تابعیت را برای مهاجرین از کشورهای خارج از اروپای غربی محدود می‌کرد. جنبش حقوق مدنی دهه ۱۹۶۰ منجر به جایگزینیاین سهمیه‌های قومی با سهمیه‌های بر اساس کشور شد. از آن زمان، شمار مهاجرین نسل اولی که در آمریکا زندگی می‌کنند چهار برابر شده و از ۹٫۶ میلیون در ۱۹۷۰ به حدود ۳۸ میلیون در ۲۰۰۷ رسیده‌است. در حدود ۱۴ میلیون نفر از سال ۲۰۰۰ تا ۲۰۱۰ وارد آمریکا شدند و بیش از یک میلیون نفر در سال ۲۰۰۸ به‌عنوان شهروند آمریکا اعطای تابعیت شدند. از آنجا که محدودیت بر اساس کشور فارغ از جمعیت به همهٔ کشورها فارغ از جمعیتشان حداکثر تعداد ویزاهای یکسانی را اعمال می‌کند، باعث شده که مهاجرت قانونی اشخاص متولد مکزیک، جمهوری خلق چین، هند، و فیلیپین – که در حال حاضر کشورهای پیشتاز از لحاظ تعداد مهاجر در آمریکا هستند، شدیداً محدود شود. به هم رساندن مجدد خانواده‌ها بیش از دو سوم مهاجرت قانونی به آمریکا را در هر سال به خود اختصاص می‌دهد. تا تاریخ ۲۰۰۹، ۶۶٪ از مهاجرین قانونی بر این اساس پذیرفته شدند، ۱۳٪ به خاطر مهارت‌های کاری و ۱۷٪ به دلایل بشردوستانه پذیرفته شدند.

## اولین مهاجرت آمریکاییان
حتی آمریکایی‌های اولیه نیز مهاجر بودند - عموماً پذیرفته شده که آن‌ها حداقل بیست هزار سال (و شاید از سی هزار سال) پیش از طریق «برینگیا» (که امروزه تنگه بِرینگ نام دارد و قطعه آبی بین روسیه و آلاسکاست) آمدند. اما دانشمندان هنوز به دنبال آن هستند که اطلاعاتی راجع به زمان ورود اولین آمریکایی‌ها از طریق برینگیا، تعداد آن‌ها و این که آیا همگی به یکباره و یا طی چند موج مهاجرت وارد شدند را کنار هم قرار دهند.
آن‌ها بیست و پنج هزار سال پیش از آسیا به برینگیا آمدند، قبل از این که عده‌ای از آن‌ها به قاره آمریکا بیایند، مدتی در برینگیا ساکن شدند. با این حال مطابق این تحقیق، آن‌ها انصافاً خیلی سریع جمعیت قاره آمریکا را شکل دادند و ۱۵ هزار سال پیش تا شیلی در جنوب پراکنده شدند. این تحقیق همچنین نشان می‌دهد که برخی از آمریکایی‌های مهاجر اولیه، از برینگیا به آسیا بازگشتند در حالی که امواج جدیدتر دیگری از مهاجران به آمریکا وارد شدند.